# تورانیا
تورانیا (به ایتالیایی: Turania) یک کومونه در ایتالیا است که در استان ریتی واقع شده‌است.

## خصوصیات
تورانیا ۸٫۶ کیلومترمربع مساحت و ۲۳۶ نفر جمعیت دارد و ۷۰۳ متر بالاتر از سطح دریا واقع شده‌است.